# Charadrius morinellus

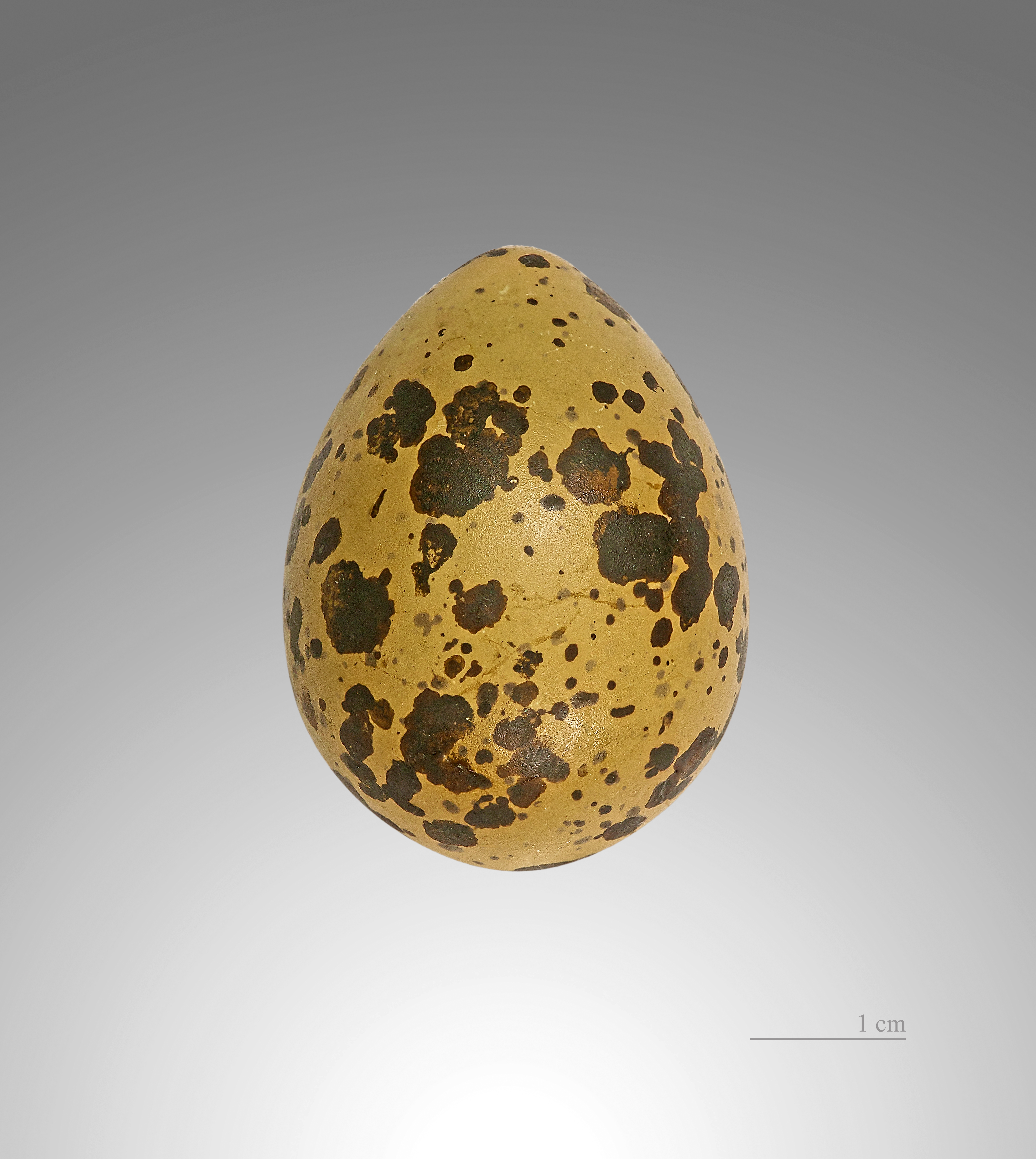
Charadrius morinellus

Charadrius morinellus là một loài chim trong họ Charadriidae.

## Hình ảnh

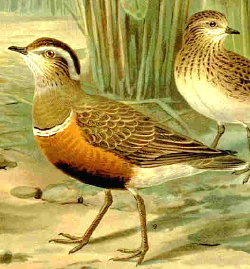
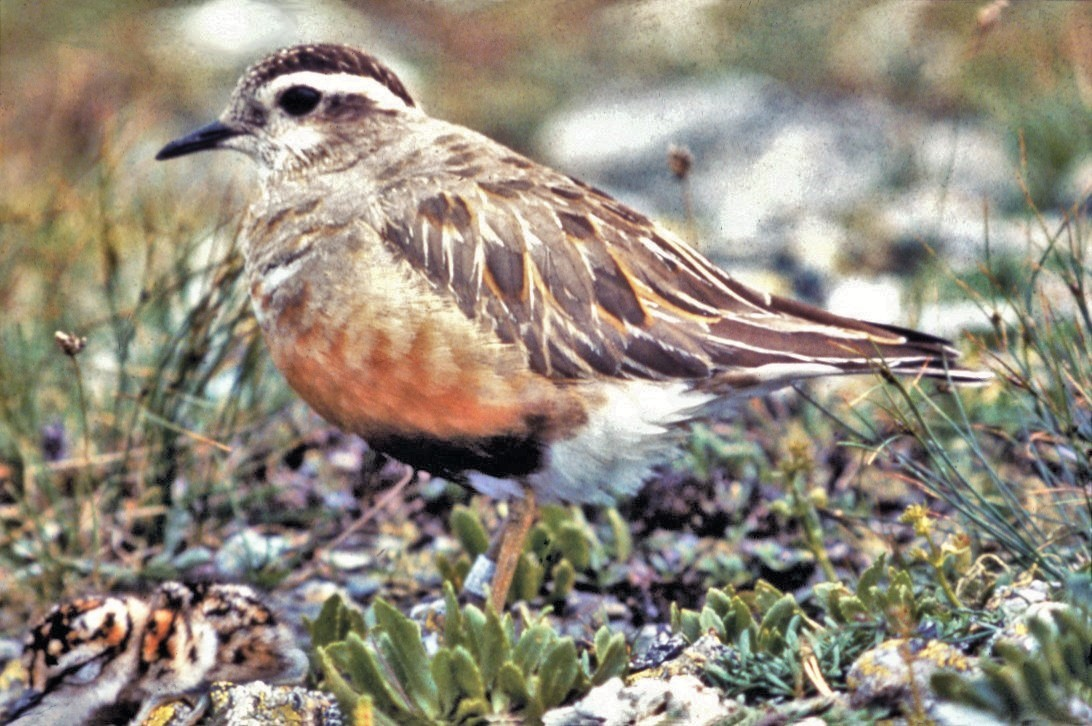
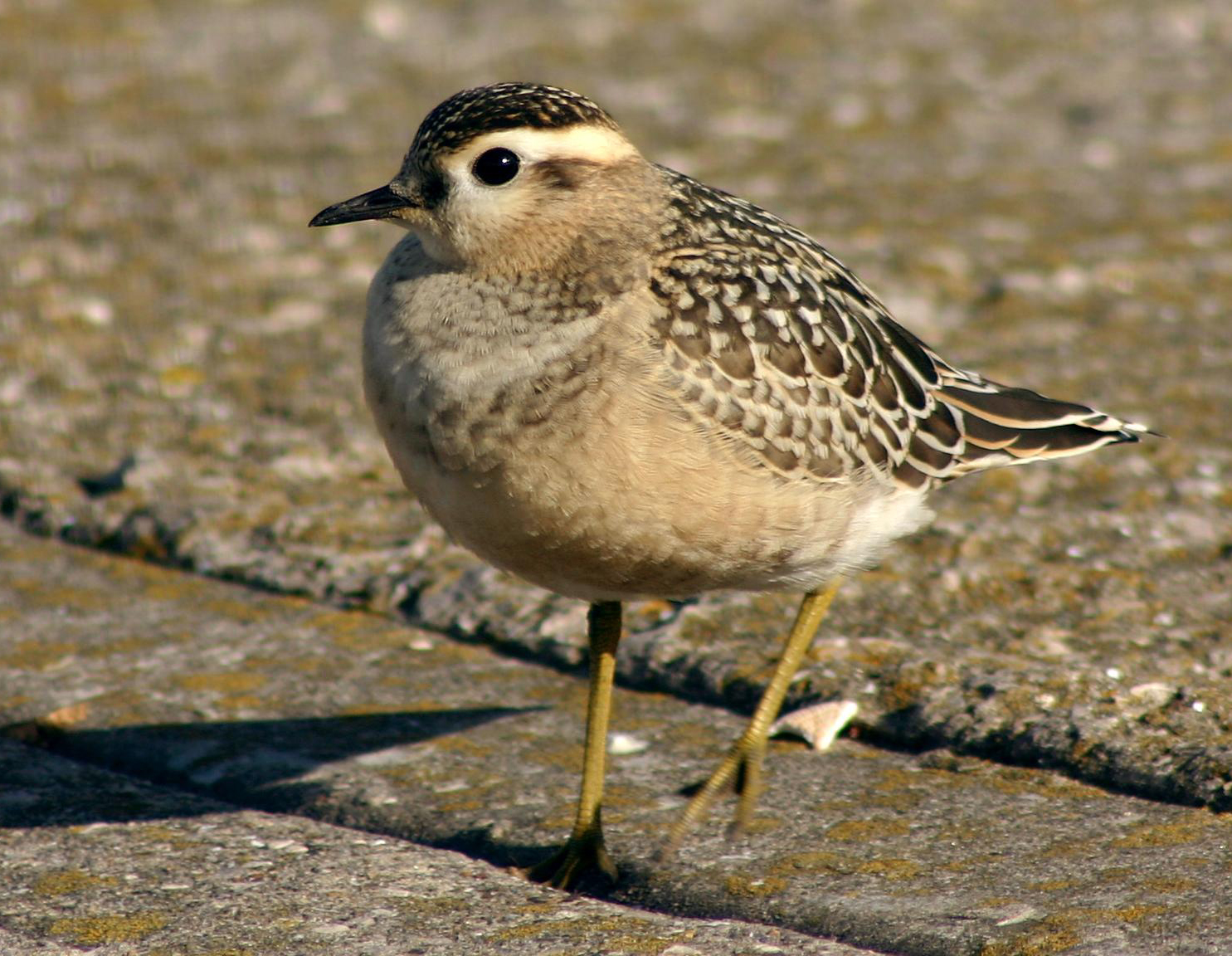